# Estación de Pfäffikon (Schwyz)
La estación de Pfäffikon SZ es la principal estación ferroviaria de la comuna suiza de Freienbach, en el Cantón de Schwyz

## Situación

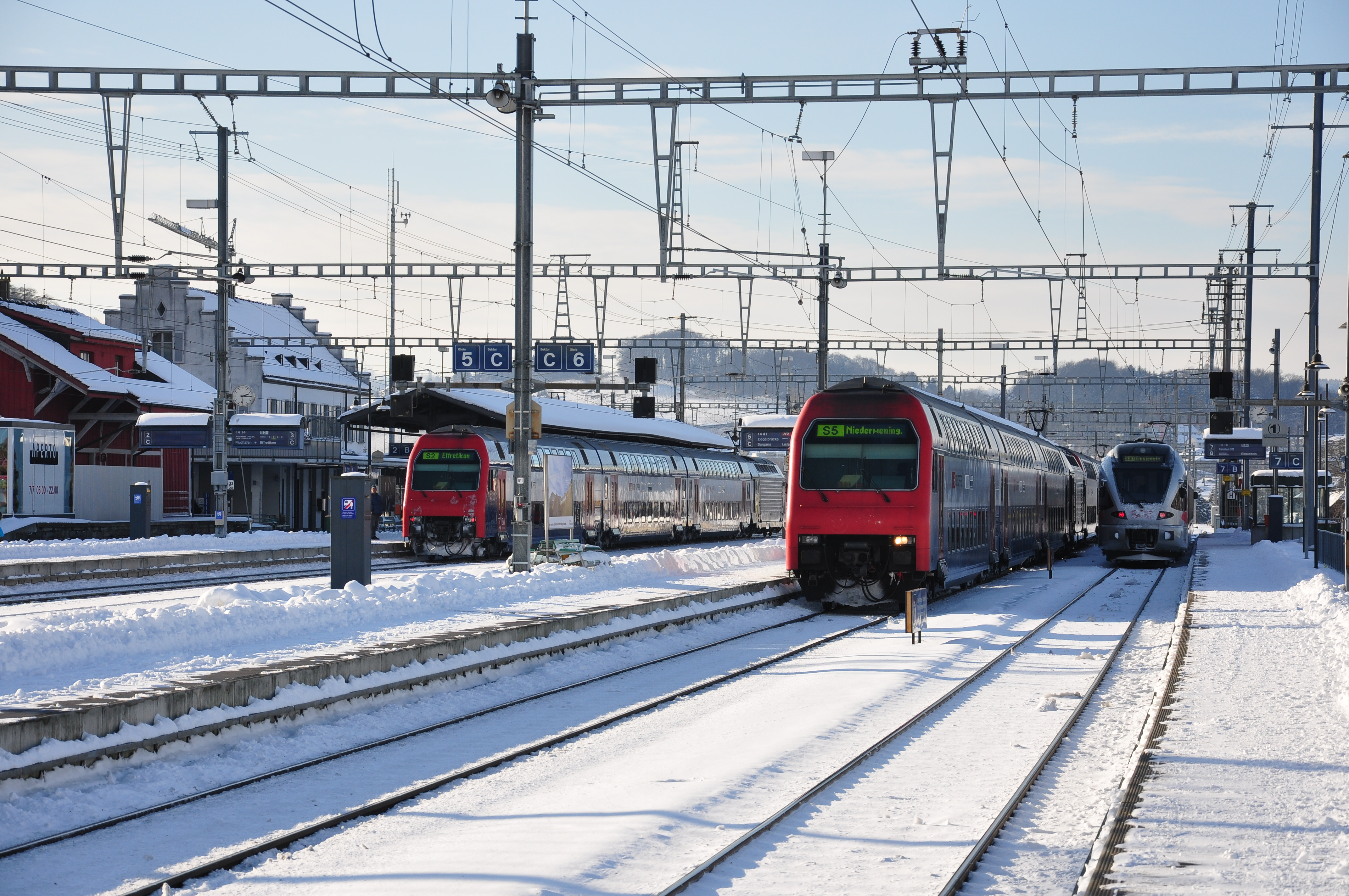
La estación tras una nevada

La estación se encuentra junto al Lago de Zúrich, en el borde norte del núcleo urbano de Pfäffikon, perteneciente a la comuna de Freienbach.
En términos ferroviarios, la estación se sitúa en la línea Zúrich - Pfäffikon SZ - Ziegelbrücke, conocida como la línea de la margen izquierda del Lago de Zúrich, así como en la línea Pfäffikon SZ - Arth-Goldau y en la línea Rapperswil - Pfäffikon SZ. Sus dependencias ferroviarias son: la estación de Freienbach SBB hacia Zúrich, la estación de Altendorf en dirección Ziegelbrücke, la estación de Hurden hacia Rapperswil y la estación de Freienbach SOB en dirección Arth-Goldau.

## Servicios ferroviarios
La principal operadora de la estación es SBB-CFF-FFS, aunque también presta servicio SOB (SüdOstBahn).

### Larga distancia y regionales
- EC Hamburgo - Bremen - Diepholz - Osnabrück - Münster - Dortmund - Bochum - Essen - Duisburg - Düsseldorf - Colonia - Bonn - Coblenza - Maguncia - Mannheim - Karlsruhe - Baden-Baden - Friburgo de Brisgovia - Basilea SBB - Zúrich - Thalwil - Wädenswil - Pfäffikon SZ - Ziegelbrücke - Sargans - Chur.
- EC Bruselas Sur - Ottignies - Gembloux - Namur - Ciney - Marloie - Jemelle - Libramont -	Marbehan - Arlon - Luxemburgo - Thionville - Metz - Estrasburgo - Sélestat - Colmar - Mulhouse - Basilea SBB - Zúrich - Thalwil - Wädenswil - Pfäffikon SZ - Ziegelbrücke - Sargans - Chur.
- IR Basilea SBB - Zúrich - Thalwil - Pfäffikon SZ - Ziegelbrücke - Sargans - Chur.
- IR Schaffhausen - Zúrich - Thalwil - Pfäffikon - Ziegelbrücke - Sargans - Chur.
- IR Voralpen Romanshorn - Neukirch-Egnach - Muolen - Häggenschwil-Winden - Roggwil-Berg - Wittenbach - San Galo San Fiden - San Galo - Herisau - Degersheim - Wattwil - Uznach - Schmerikon - Rapperswil - Pfäffikon - Wollerau - Biberbrugg - Arth-Goldau - Küssnacht am Rigi - Meggen Zentrum - Lucerna Verkehrshaus - Lucerna. Servicios cada hora. Operado por SOB.
- RE Zúrich - Pfäffikon - Ziegelbrücke – Glaris – Schwanden – Linthal.

### S-Bahn
Hasta Pfäffikon llegan varias líneas de cercanías de la red S-Bahn Zúrich, terminando algunas en esta estación. Las líneas son operadas por SBB-CFF-FFS a excepción de la S40 que es gestionada por SOB.
- S 2 Effretikon – Zúrich Aeropuerto – Zúrich HB – Pfäffikon SZ – Ziegelbrücke
- S 5 Zug – Affoltern am Albis – Zúrich HB – Uster – Pfäffikon SZ
- S 8 Weinfelden – Winterthur – Wallisellen – Zúrich HB – Thalwil – Pfäffikon SZ
- S 40 Rapperswil – Pfäffikon SZ – Samstagern – Einsiedeln
- S N5 Bülach – Zúrich HB – Uster - Rapperswil – Pfäffikon SZ
- S N8 Zúrich HB – Pfäffikon SZ – Lachen